# Oncophorus compactus
Oncophorus compactus là một loài Rêu trong họ Dicranaceae. Loài này được (Bruch & Schimp.) Kindb. mô tả khoa học đầu tiên năm 1897.